# Еісаа

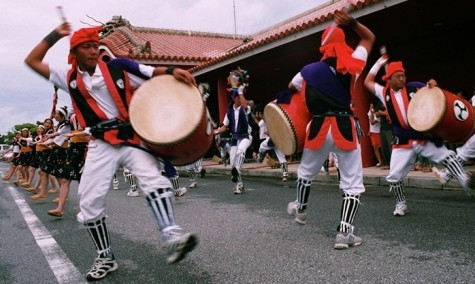
Еісаа виконується молоддю Серагакі з села Онна.

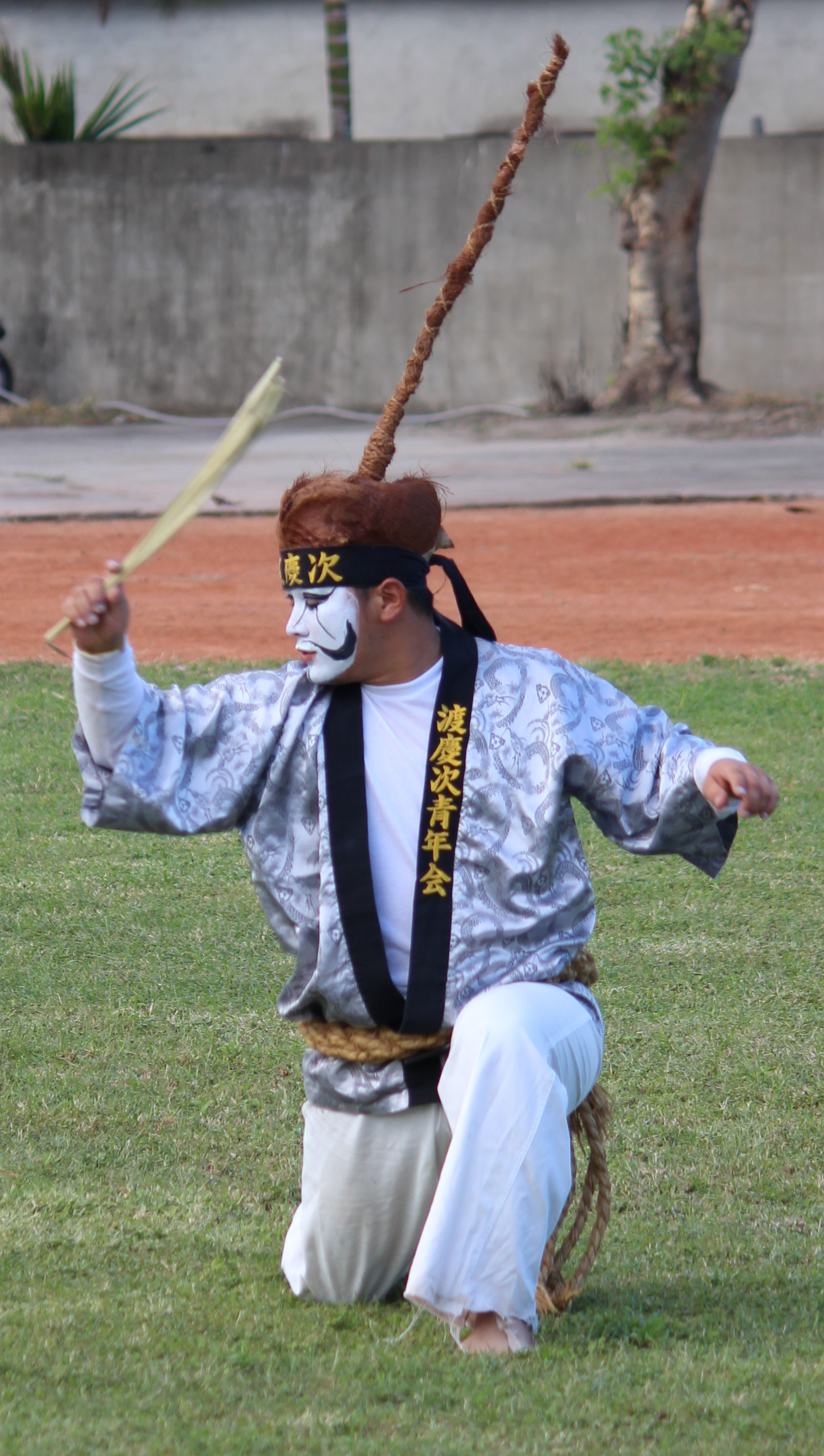
Виконавець еісаа (з молодіжної асоціації Токесі села Йомітан).

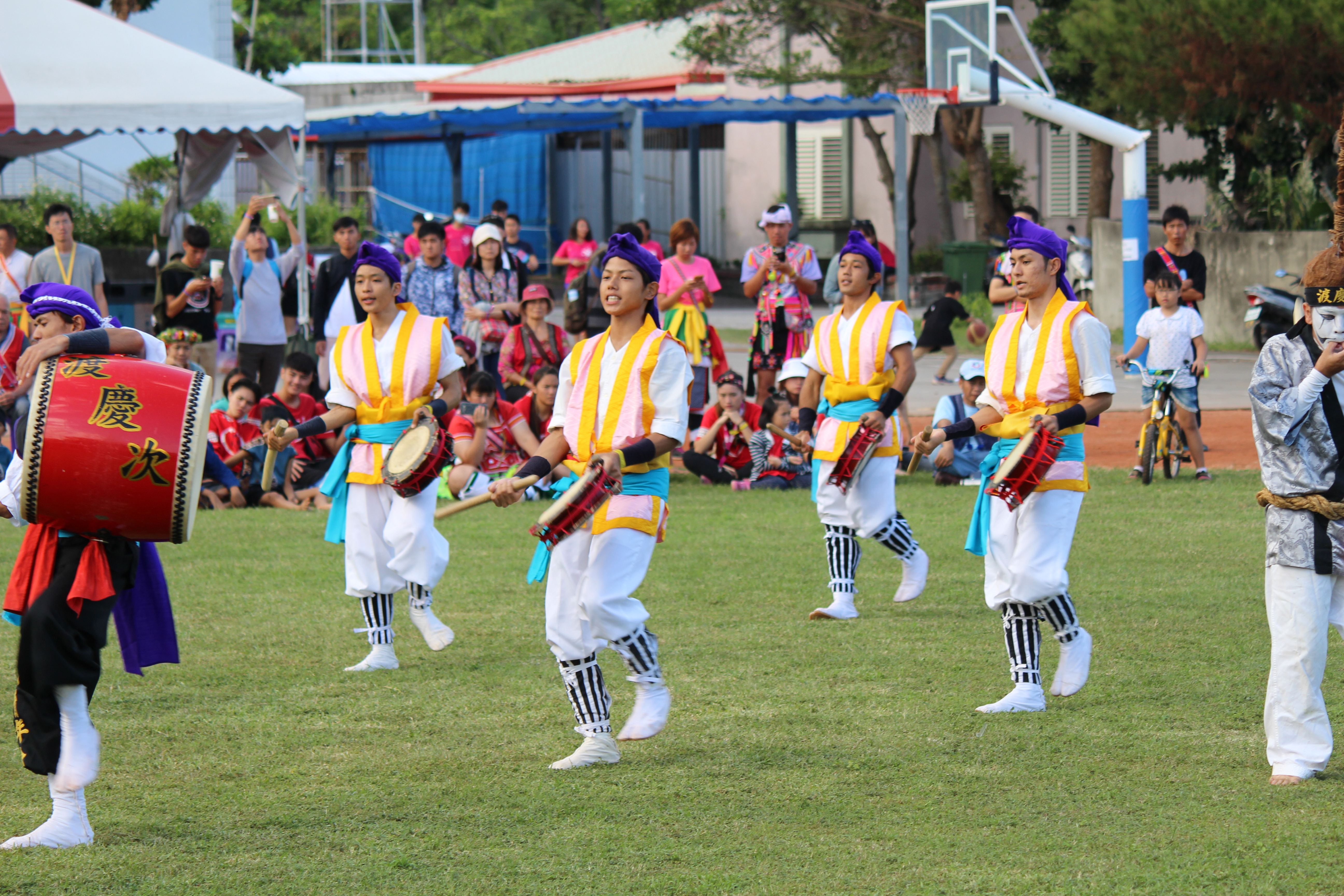
Виконавці еісаа (з Молодіжної Асоціації Токесі села Йомітан).

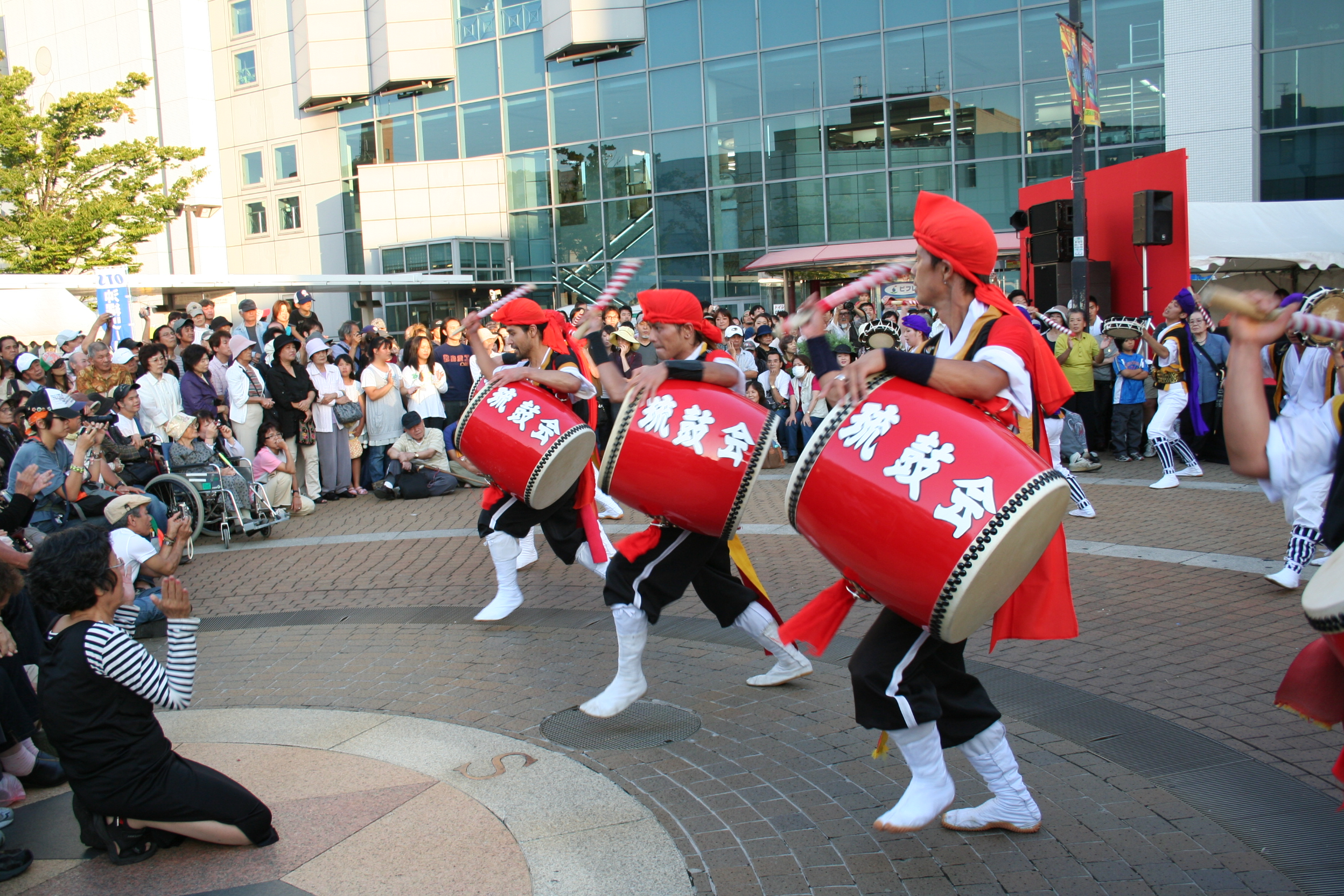
Виконання еісаа клубом Ryukyu Matsuri.

Еісаа (рюк. エイサー) — форма народного танцю, що походить з островів Окінави, Японія. За своїм походженням це танець о-бон, який виконує молодь громади під час фестивалю О-бон, щоб вшанувати духів своїх предків. Він зазнав кардинальних змін у 20-му столітті, і сьогодні його розглядають як життєво важливу частину культури Окінави.

## Популярний стиль
Сучасний еісаа танцюють від 20 до 30 юнаків та дівчат, переважно у подвійних лініях чи колах під акомпанемент співів та барабанів, а також під народні пісні, що виконуються на сансіні. Три типи барабанів використовуються в різних комбінаціях, залежно від регіонального стилю: одайко, великий барабан; шімедайко, барабан середнього розміру, схожий на ті, що використовуються в театрі Но; і пааранкуу (рюк. パーランクー), невеликий ручний барабан, подібний до тих, що використовуються в буддистських церемоніях. Танцюристи також іноді грають у невеликі ручні гонги та кастаньєти йоцутаке. Танцюристи еісаа носять різні костюми, як правило, відповідно до місцевої традиції та статі танцівника; сучасні костюми найчастіше мають яскраві кольори та характерні барвисті головні убори. Популярні також спеціальні жилети, легінси та взуття.

## Історія

### Походження
Походження еісаа неясне, як і для багатьох інших народних мистецтв. Іха Фую, дослідник культури Окінави, стверджував, що назва еісаа була пов'язана з веса оморо (рюк. ゑさおもろ), фразою, що з’являється у 14-му томі «Оморо соші» (збірка старовинних віршів та пісень островів Окінави та Амамі, що датується 16–17 століттям). Ця гіпотеза більше не підтримується. Більш імовірно, що назва походить від оклику, використаного в оригінальній пісні еісаа, «Мамауя Нінбучі» (рюк. 継親念仏). Стандартизація письмової форми слова еісаа відносно нова. Газетні статті періоду Мейдзі використовували різні форми, включаючи іенсаа (рюк. イェンサー), яісаа (рюк. ヤイサー), та енсаа (рюк. エンサー).
Ядро еісаа складається з пісень нембуцу. Рюкю-коку юрай-кі (перша офіційна хореографія королівства Рюкю, 1713) приписує введення нембуцу Тайчу (1552–1639), ченцю секти Дзьодо з провінції Муцу. Згідно з цим записом, він переклав буддійське вчення на народну мову і викладав його жителям Нахи під час правління Шо Нея. Інші джерела підтверджують, що Тайчу перебував у столичному регіоні протягом трьох років на початку 1600-х років і навернув царя та інших високопосадовців до Дзьодо. Деякі дослідники припускають, що він запровадив Одорі Нембуцу або танцювальну нембуцу в Насі. 
Іншим важливим фактором, пов’язаним з походженням еісаа, є тьондараа ( рюк. チョンダラー ), група ляльководів. Рюкю-коку юрай-кі фіксує дві гіпотези щодо етимології тьондараа. Одна з них полягає в тому, що назва вказує на їх походження, Кіото. Інша гіпотеза полягає в тому, що його засновником був дехто на ім’я Кіо Котаро (京 小 太郎). Той факт, що їхнє походження було невіомим на початку 18 століття, свідчить про те, що вони прибули з основної частини Японії задовго до того. Вони виконували лялькові вистави, співали банзай і пісні нембуцу в Сюрі (Наха). З цих причин їх також називали Нінбучаа (ті, що відспівували нембуцу) або Янзаяа (ті, що відспівували банзай). Невідомо, чи тьондараа виконували нембуцу з самого початку або почали співати їх пізніше навчившись їх від когось. Вони подорожували по острову Окінава.
Поширення нембуцу з Японії не обмежилося Окінавою. На островах Яеяма танці бон зазвичай називають анґама і вони супроводжуються піснями нембуцу. На островах Амамі також є пісні нембуцу, але принаймні деякі з них, можливо, належать до традиції, відмінної від окінавської тьондараа. Ця традиція не ототожнюється з традицією еісаа, яка вважається специфічною для островів Окінави.

### Традиції до Другої світової війни
Неясно, коли пісні нембуцу поширилися на центральну Окінаву, яка пізніше зіграла основну роль у перетвореннях еісаа. Згідно з усною традицією, танець еісаа був завезений до Каміями, Ґінован, в період Мейдзі. Тоді багатий фермер запросив виконавців із Сюрі, які навчили танцю бон молодих жителів села. Спільнота Ґанеко, Ґінован має подібну усну історію. Схоже, що еісаа поширився на північну Окінаву з пізнього періоду Мейдзі до раннього періоду Сьови. Кілька громад на півночі Окінави вважають, що еісаа був завезений з Сесоко, Мотобу, центру поставки сезонних робітників.
У сучасній Окінаві еісаа поступово перетворився на популярну розвагу, включаючи не лише буддистські, а й народні пісні та додаючи візуально привабливу хореографію, хоча танець все ще починається з пісень нембуцу, таких як «Мамауя Нінбучі», «Тьоя ну Наґарі» (рюк. 長者の流れ), і «Ямабусі» (яп. 山伏). У танцю розвинулися регіональні варіації. Кобаясі Юкіо, дослідник окінавських народних пісень, класифікував різні форми еісаа на чотири групи:
1. Тайко еісаа: в основному виконується в центральній Окінаві. Парад ведуть барабанщики-чоловіки, далі йдуть жінки або змішана група танцюристиів. Десяток пісень виконується у середньому темпі.
2. Пааранкуу еісаа: розповсюджений в Урумі на середньому заході Окінави. Парад на чолі з виконавцями з ручними барабанами, а за ним змішана група чоловіків і жінок. Десяток пісень виконують у неквапливому темпі.
3. Еісаа без барабанів: типова для півострова Мотобу[en] (Наґо, Мотобу та Накідзін) на півночі Окінави. Чоловіки та жінки шикуються в коло навколо дерев’яного риштування, де грають на сансіні. Танцюристи не використовують барабан. Десять-двадцять пісень виконуються в швидкому темпі.
4. Жіноча еісаа : поширений тип на північі Окінави. Десять-двадцять пісень із різним темпом виконуються виключно жінками.

Кобаясі Юкіо аналізує сучасний еісаа як результат зусиль молодіжних асоціацій кожної громади, впливу витончених театральних вистав Нахи та соціального руху модернізації, який змусив молодь перейти від "сексуально відвертих" зібрань до "здорових" танців.
Еісаа виконувався протягом фестивалю о-бон. Газетні статті підтверджують, що еісаа разом з іншими народними сценічними мистецтвами виконувався як розвага на різних виставках, що фінансувалися урядом у центральній Окінаві в 1900-х роках.

### Перетворення після Другої світової війни
Еісаа зазнав кардинальних змін у післявоєнній війні на Окінаві. У 1956 році під окупацією США, у Козі (частина сучасного міста Окінава) відбувся перший конкурс Дзенто Еісаа. Це було частиною зусиль спрямованих на відновлення збитків заподіяних комерції постановами американських військових. У конкурсі групи-учасниці оцінювались за такими критеріями, як костюми, формація, техніка, кількість виконавців та інноваційність. Всупереч сьогоднішньому сприйняттю еісаа як традиції Окінави, тоді заохочувався творчий характер еісаа. Наприклад, були не рідкими випадки, коли учасники носили одяг західного стилю під час вистави.
Ще одна важлива подія, "Молодіжний Фестиваль Фурусато Еісаа" розпочався в Насі в 1964 році, під першопочатковою назвою "Всеокінавське Сейнен Еісаа Змагання". Спочатку обидві події були змаганнями. У 1975 році остання скасувала змагання і перетворилася на фестиваль, після чого Дзенто Еісаа перетворився на фестиваль також у 1977 році. Однією з причин змін було те, що деякі молодіжні асоціації почали демонструвати своє невдоволення цінностями, нав'язаними конкурсами. Танець еісаа почав характеризуватися вражаючою груповою динамікою, яка зачарувала публіку. Для поліпшення виступу, учасники залучали дедалі більшу кількість барабанів. Використання розкішного вбрання було ще одним зусиллям для перемоги у конкурсі.
Створено тематичний парк, село Рюкю, де представлений традиційний одяг Рюкю та повсякденна робота з ткання, розмелювання цукрової тростини та виконання танцю еісаа.

### Творчий еісаа
У 80-х роках був створений новий стиль еісаа, який називався "творчий еісаа", який значно відрізнявся від традиційних форм еісаа. У той час як традиційно групи еісаа складаються з людей з одного села чи громади і танець є частиною священної діяльності з вшанування предків конкретної громади, творчі групи еісаа, як правило, не залежать від місцевих громад та приймають усіх незалежно від їх походження. Творчий еісаа характеризується здебільшого своїм вибором пісень. Групи зазвичай готують танці під нові, а не за традиційні пісні. Хідекацу, музикант музики Рюкю, який народився в Такетомі, став одним із найпопулярніших виконавців, під твори якого танцюють творчі групи еісаа. Його хіт-пісня "Mirukumunari" стала однією з пісень, що найчастіше використовуються творчими групами еісаа. Унікальніть творчості Хідекацу полягає у тому, що його пісні майже повністю виконуються мовами Рюкю, що є помітною відмінністю від більшості сучасних поп-співаків Рюкю, які співають переважно японською мовою. Це робить музику Хідекацу важливим зв'язком для сучасної молоді Рюкю з мовами їхніх предків, адже інакше молодь має дуже мало можливостей контактувати з мовами Рюкю. Усі мови Рюкю знаходяться під загрозою зникнення через понад століття соціального та політичного упередження зі сторони японського уряду.
Деякі приклади творчих клубів еісаа включають Ryukyukoku Matsuri Daiko та Chinagu Eisa. Ryukyukoku Matsuri Daiko, сформований у 1982 році, був одним із перших творчих клубів еісаа, і з тих пір він розширився і тепер має відділи на лише в Окінаві, а і в решті Японії, на Гаваях, на материковій частині США та інших місцях з окінавською діаспорою. Традиційно чоловіки танцюють еісаа під барабани, тоді як жінки — ні; у творчму ж еісаа багато жінок танцюють під барабанний супровід.
На додаток до можливості танцювати під нові пісні, творчі групи еісаа часто створюють власні хореографії, як правило, використовуючи елементи традиційного еісаа та ті (карате).
З моменту свого створення творчий еісаа був надзвичайно популярним на Окінаві, а також поширився до островів Міяко та Яеяма, Йорондзіма (1992) та Окіноерабудзіма (1993), префектури Каґосіма, а також в Канто і Кансай, де живуть групи людей окінавського походження. 
Для багатьох молодих Рюкю у 21 столітті творчий еісаа став невід’ємною частиною їхньої культурної ідентичності, забезпечуючи важливий зв’язок між традицією та сучасною творчістю.